# Майкл Беннетт
Майкл Беннетт  (англ. Michael Bennett; нар. 8 червня 1949) — британський велогонщик, олімпійський медаліст.

## Виступи на Олімпіадах
| Олімпіада     | Дисципліна                                 | Місце |
| ------------- | ------------------------------------------ | ----- |
| Мюнхен 1972   | гіт 1000 метрів                            | 17    |
| Мюнхен 1972   | Командна гонка переслідування, 4000 метрів | 3     |
| Монреаль 1976 | Командна гонка переслідування, 4000 метрів | 3     |